# Augustin Webster
Augustin Webster, mort le 4 mai 1535, est un moine chartreux et martyr catholique anglais. Il est exécuté pour avoir refusé de reconnaître la suprématie du roi Henri VIII dans le domaine spirituel et religieux. 

## Biographie

### Vie monacale
Après avoir étudié à l'université de Cambridge, il se fait moine à la chartreuse de Sheen. En 1531, il devient prieur du prieuré de Low Melwood, également connue comme chartreuse de la Visitation de la Bienheureuse Vierge Marie, à l'île d'Axholme dans le North Lincolnshire. 
En février 1535, il se rend à la chartreuse de Londres avec Robert Lawrence du prieuré de Beauvale pour y consulter le père Jean (John) Houghton à propos de l'approche à adopter en ce qui concerne la politique religieuse d'Henri VIII. 

### Martyre
Refusant finalement l'Acte de suprématie, il est arrêté et emprisonné avec Houghton et Lawrence à la tour de Londres, sur ordre de Cromwell. Ils sont bientôt rejoints par Richard Reynolds. Condamnés à mort, ils sont pendus, traînés jusqu'à la potence et écartelés le 4 mai à Tyburn.

## Vénération
Béatifié le 29 décembre 1886 par le pape Léon XIII avec Cinquante-quatre martyrs anglais il est canonisé le 25 octobre 1970 par le pape Paul VI, en même temps que quarante autres martyrs d'Angleterre et du pays de Galles. Il est célébré le 4 mai, mais aussi le 25 octobre avec l'ensemble des martyrs. Son nom est associé à celui des martyrs de la dite Chartreuse de Londres.  